# تامسون هو
تامسون هو (انگلیسی: Thomson Hoe؛ زادهٔ) کاراته‌کا اهل مالزی است.
وی در بازی‌های آسیای جنوب شرقی در سال ۲۰۱۹ مدال طلای «کاتا تیمی مردان» را به‌دست‌آورد. وی همچنین در مسابقات کاراته قهرمانی جهان ۲۰۱۴ به همراه کشورش به مدال برنز کاتا تیمی مردان دست‌یافت.